# زیرگروه نرمال
در جبر مجرد، یک زیرگروه نرمال (به انگلیسی: Normal Subgroup) (که به آن زیرگروه ناوردا یا زیرگروه خود-الحاقی نیز می‌گویند) زیرگروهی است که تحت مزدوج‌گیری توسط اعضای گروهی که داخل آن قرار دارد ناورداست. به بیان دیگر، یک زیرگروه {\displaystyle N} از گروهی چون {\displaystyle G} در {\displaystyle G} نرمال است اگر و تنها اگر برای تمام {\displaystyle g\in G} و {\displaystyle n\in N} نتیجه شود {\displaystyle gng^{-}1\in N}. نمادگذاری رایج برای زیرگروه نرمال {\displaystyle N\triangleleft G} است.
زیرگروه‌های نرمال مهم‌اند، چرا که آن‌ها(و فقط آن‌ها) را می‌توان برای ساخت گروه‌های خارج قسمتیِ گروهِ داده شده مورد استفاده قرار داد. به علاوه، زیرگروه‌‎های نرمال {\displaystyle G} دقیقاً هسته‌های همریختی‌های گروهی با دامنه {\displaystyle G} اند؛ لذا می‌توان از این زیرگروه‌ها به طور ذاتی برای طبقه‌بندی چنین همریختی‌هایی بهره جست. 
اواریسته گالوا اولین کسی بود که متوجه اهمیت وجود زیرگروه‌های نرمال شد.

## تعاریف
یک زیرگروه {\displaystyle N} از {\displaystyle G} را زیرگروه نرمال از {\displaystyle G} گویند، اگر تحت مزدوج‌گیری ناوردا باشد؛ یعنی مزدوج عنصر دلخواهی از {\displaystyle N} تحت عنصر دلخواهی از {\displaystyle G} همیشه در {\displaystyle N} قرار بگیرد. نمادگذاری این رابطه {\displaystyle N\triangleleft G} است. 

### شرایط معادل
برای هر زیرگروه {\displaystyle N} از {\displaystyle G}، شرایط زیر معادل‌اند با این که {\displaystyle N} زیر گروه نرمالی از {\displaystyle G} باشد. بنابراین هر کدام از آن‌ها را می‌توان به عنوان تعریف زیرگروه نرمال به کار برد:
- تصویر تزویجی (تصویر تحت مزدوج گیری) {\displaystyle N} تحت هر عنصر {\displaystyle G} زیرمجموعه‌ای از {\displaystyle N} باشد.[۴]
- تصویر تزویجی {\displaystyle N} تحت هر عنصر {\displaystyle G} برابر {\displaystyle N} باشد.[۴]
- برای تمام {\displaystyle g\in G}، همدسته‌های چپ و راست {\displaystyle gN} و {\displaystyle Ng} برابر باشند.[۴]
- همدسته‌های چپ و راست {\displaystyle N} در {\displaystyle G} با هم یکی شوند.[۴]
- ضرب یک عنصر از همدسته چپ {\displaystyle N} نسبت به {\displaystyle g} و یک عنصر از همدسته چپ {\displaystyle N} نسبت به {\displaystyle h}، عنصری از همدسته چپ {\displaystyle N} نسبت به {\displaystyle gh} باشد: یعنی اگر {\displaystyle \forall x,y,g,h\in G} از {\displaystyle x\in gN} و {\displaystyle y\in hN} نتیجه شود که {\displaystyle xy\in (gh)N}.
- {\displaystyle N} برابر اجتماع رده‌های تزویجی {\displaystyle G} باشد.[۲]
- {\displaystyle N} تحت درون‌ریختی‌های داخلی از {\displaystyle G} حفظ شود.[۵]
- همریختی گروهی چون {\displaystyle G\rightarrow H} وجود دارد چنان که هسته آن {\displaystyle N} باشد.[۲]
- برای تمام {\displaystyle n\in N} و {\displaystyle g\in G}، جابجاگر {\displaystyle [n,g]=n^{-1}g^{-1}ng} در {\displaystyle N} باشد.
- هر دو عنصر گروه {\displaystyle G} در رابطه زیر صدق کنند:

{\displaystyle \forall g,h\in G,gh\in N\iff hg\in N}